# 2002 год в спорте
Список 2002 год в спорте перечисляет спортивные события, произошедшие в 2002 году.

## Россия
- Командный чемпионат России по спидвею 2002;
- Первенство России по хоккею с мячом среди команд первой лиги 2001/2002;
- Чемпионат России по конькобежному спорту в классическом многоборье 2002;
- Чемпионат России по лёгкой атлетике 2002;
- Чемпионат России по фигурному катанию на коньках 2002;
- Чемпионат России по хоккею с мячом 2001/2002;
- Чемпионат России по шахматам 2002;

### Баскетбол
- Кубок России по баскетболу 2002/2003;
- Чемпионат России по баскетболу 2001/2002;
- Чемпионат России по баскетболу 2002/2003;
- Чемпионат России по баскетболу среди женщин 2001/2002;
- Чемпионат России по баскетболу среди женщин 2002/2003;
- Создан женский клуб «Энергия»;
- Расформирован женский клуб СКИФ;

### Волейбол
- Кубок России по волейболу среди женщин 2002;
- Кубок России по волейболу среди мужчин 2002;
- Чемпионат России по волейболу среди женщин 2001/2002;
- Чемпионат России по волейболу среди женщин 2002/2003;
- Чемпионат России по волейболу среди мужчин 2001/2002;
- Чемпионат России по волейболу среди мужчин 2002/2003;

### Футбол
- Первая лига ПФЛ 2002;
- Вторая лига ПФЛ 2002;
- Третья лига ПФЛ 2002;
- Кубок России по футболу 2001/2002;
- Кубок России по футболу 2002/2003;
- Чемпионат России по футболу 2002;
- Чемпионат России по футболу 2002 — золотой матч;
- Клубы в сезоне 2002 года:
  - ФК «Амкар» в сезоне 2002;
  - ФК «Анжи» в сезоне 2002;
  - ФК «Крылья Советов» Самара в сезоне 2002;
  - ФК «Спартак» Москва в сезоне 2002;
  - ФК «Ротор» в сезоне 2002;
  - ФК «Торпедо» Москва в сезоне 2002;
- Созданы клубы:
  - «Видное»;
  - «Волга-д» (Ульяновск);
  - «Зеленоград»;
  - «Локомотив-М»;
  - «Пролетарий»;
  - «Торпедо-Питер»;
- Расформированы клубы:
  - «Березники»;
  - «Венец»;
  - «Диана» (Волжск);
- Созданы мини-футбольные клубы:
  - «Арбат»;
  - «Арсенал»;
  - «Динамо» (Москва);
  - «Динамо» (Санкт-Петербург);
  - «Молодая гвардия»;
  - «Мытищи»;
  - «Энерком»;
- Создан футзальный клуб «Динамо» (Москва);

### Хоккей с мячом
- Первенство России по хоккею с мячом среди команд первой лиги 2001/2002;
- Первенство России по хоккею с мячом среди команд первой лиги 2002/2003;
- Чемпионат России по хоккею с мячом 2001/2002;
- Чемпионат России по хоккею с мячом 2002/2003;

### Хоккей с шайбой
- Чемпионат России по хоккею с шайбой 2001/2002;
- Чемпионат России по хоккею с шайбой 2002/2003;
- Чемпионат России по хоккею с шайбой среди женщин 2001/2002;
- Чемпионат России по хоккею с шайбой среди женщин 2002/2003;
- Созданы клубы:
  - «Дмитров»;
  - «Саров»;

### Международные шашки
- V Клубный чемпионат России по международным шашкам;
- Лично-командный чемпионат России по международным шашкам 2002;
- Лично-командный чемпионат России по международным шашкам среди женщин 2002;
- Лично-командный чемпионат России по международным шашкам среди мужчин 2002;

## Международные события
- Летние Азиатские игры 2002;
  - Волейбол на летних Азиатских играх 2002;
- Финал Гран-при IAAF 2002;
- Международные спортивные юношеские игры в Москве 14–24 июня 2002;

### Зимние Олимпийские игры 2002
- Биатлон;
  - Гонка преследования (женщины);
  - Гонка преследования (мужчины);
  - Индивидуальная гонка (женщины);
  - Индивидуальная гонка (мужчины);
  - Спринт (женщины);
  - Спринт (мужчины);
  - Эстафета (женщины);
  - Эстафета (мужчины);
- Бобслей;
- Горнолыжный спорт на зимних Олимпийских играх 2002;
- Конькобежный спорт;
- Лыжное двоеборье;
- Лыжные гонки;
- Прыжки с трамплина;
- Санный спорт;
- Скелетон;
- Сноуборд;
- Фигурное катание;
  - Скандал в фигурном катании на зимних Олимпийских играх 2002;
- Фристайл;
- Хоккей;
- Шорт-трек;
- Медальный зачёт на зимних Олимпийских играх 2002;

#### Спортивные сооружения Олимпиады 2002
- Маверик-центр;
- Сноубэйсин;
- Энерджи Солюшнз-арена;

### Чемпионаты Европы
- Чемпионат Европы по боксу 2002;
- Чемпионат Европы по гандболу среди мужчин 2002;
- Чемпионат Европы по конькобежному спорту 2002;
- Чемпионат Европы по лёгкой атлетике 2002;
- Чемпионат Европы по международным шашкам среди женщин 2002;
- Чемпионат Европы по тяжёлой атлетике 2002;
- Чемпионат Европы по художественной гимнастике 2002;
- Чемпионат Европы по фигурному катанию 2002;

### Чемпионаты мира
- Чемпионат мира по биатлону 2002;
- Чемпионат мира по биатлону среди юниоров 2002;
- Чемпионат мира по борьбе 2002;
- Чемпионат мира по конькобежному спорту в классическом многоборье 2002;
- Чемпионат мира по пляжному футболу 2002;
- Чемпионат мира по спортивной гимнастике 2002;
- Чемпионат мира по стрельбе 2002;
- Чемпионат мира по фигурному катанию 2002;
- Чемпионат мира по фигурному катанию среди юниоров 2002;
- Чемпионат мира по хоккею на траве среди женщин 2002;
- Чемпионат мира по хоккею на траве среди мужчин 2002;
- Чемпионат мира по художественной гимнастике 2002;

### Баскетбол
- ВНБА в сезоне 2002;
- Драфт НБА 2002 года;
- Евролига 2001/2002;
- Евролига 2002/2003;
- Кубок Европы УЛЕБ 2002/2003;
- НБА в сезоне 2001/2002;
- НБА в сезоне 2002/2003;
- Суперлига Б 2001/2002;
- Суперлига Б 2002/2003;
- Чемпионат Европы по баскетболу среди ветеранов 2002;
- Чемпионат Испании по баскетболу 2001/2002;
- Чемпионат Испании по баскетболу 2002/2003;
- Чемпионат мира по баскетболу 2002;
- Чемпионат мира по баскетболу среди женщин 2002;
- Созданы клубы:
  - «Бней Герцлия»;
  - «Говерла»;
  - «Нью-Орлеан Пеликанс»;
  - «Планета-Университет»;
  - «Сарагоса»;

### Биатлон
- Кубок Европы по биатлону 2002/2003;
- Кубок мира по биатлону 2001/2002;
- Кубок мира по биатлону 2002/2003;
- Общий зачёт Кубка мира по биатлону 2001/2002;
- Общий зачёт Кубка мира по биатлону 2002/2003;
- Чемпионат Европы по биатлону 2002;
- Чемпионат мира по биатлону 2002;

### Волейбол
- Женская Лига чемпионов ЕКВ 2001/2002;
- Женская Лига чемпионов ЕКВ 2002/2003;
- Мировая лига 2002;
- Мировой Гран-при по волейболу 2002;
- Панамериканский Кубок по волейболу среди женщин 2002;
- Чемпионат Европы по волейболу среди женщин 2003 (квалификация);
- Чемпионат Европы по волейболу среди мужчин 2003 (квалификация);
- Чемпионат малых стран Европы по волейболу среди женщин 2002;
- Чемпионат малых стран Европы по волейболу среди мужчин 2002;
- Чемпионат мира по волейболу среди женщин 2002;
- Чемпионат мира по волейболу среди мужчин 2002;
- Чемпионат Украины по волейболу среди женщин 2001/2002;
- Чемпионат Украины по волейболу среди женщин 2002/2003;
- Чемпионат Украины по волейболу среди мужчин 2001/2002;
- Чемпионат Украины по волейболу среди мужчин 2002/2003;

### Снукер
- Benson & Hedges Championship 2002;
- British Open 2002;
- Irish Masters 2002;
- Scottish Masters 2002;
- Thailand Masters 2002;
- Гран-при 2002;
- Мастерс 2002;
- Открытый чемпионат Китая по снукеру 2002;
- Открытый чемпионат Уэльса по снукеру 2002;
- Открытый чемпионат Шотландии по снукеру 2002;
- Официальный рейтинг снукеристов на сезон 2001/2002;
- Официальный рейтинг снукеристов на сезон 2002/2003;
- Премьер-лига 2002 (снукер);
- Снукерный сезон 2001/2002;
- Снукерный сезон 2002/2003;
- Чемпионат Великобритании по снукеру 2002;
- Чемпионат Европы по снукеру 2002;
- Чемпионат мира по снукеру 2002;
- Чемпионат мира по снукеру среди женщин 2002;

### Теннис
- ASB Bank Classic 2002;
- Generali Ladies Linz 2002;
- Sparkassen Cup 2002;
- Thalgo Australian Women's Hardcourts 2002;
- Кубок Дэвиса 2002;
  - Кубок Дэвиса 2002. Мировая группа;
  - Кубок Дэвиса 2002. Мировая группа. Квалификационный раунд;
  - Кубок Дэвиса 2002. Зона Азия/Океания;
  - Кубок Дэвиса 2002. Зона Америка;
  - Кубок Дэвиса 2002. Зона Европа/Африка;
  - Финал Кубка Дэвиса 2002;
- Кубок Кремля 2002;
  - Кубок Кремля 2002 в женском одиночном разряде;
  - Кубок Кремля 2002 в женском парном разряде;
  - Кубок Кремля 2002 в мужском одиночном разряде;
  - Кубок Кремля 2002 в мужском парном разряде;
- Открытый чемпионат Бразилии по теннису 2002;
  - Открытый чемпионат Бразилии по теннису 2002 в женском одиночном разряде;
  - Открытый чемпионат Бразилии по теннису 2002 в женском парном разряде;
  - Открытый чемпионат Бразилии по теннису 2002 в мужском одиночном разряде;
  - Открытый чемпионат Бразилии по теннису 2002 в мужском парном разряде;
- Открытый чемпионат Германии по теннису среди женщин 2002;
  - Открытый чемпионат Германии по теннису среди женщин 2002 в одиночном разряде;
  - Открытый чемпионат Германии по теннису среди женщин 2002 в парном разряде;

### Футбол
- Матчи сборной России по футболу 2002;
- Матчи сборной СНГ по футболу;
- Кубок Либертадорес 2002;
- Кубок Наследного принца Катара 2002;
- Кубок УЕФА 2001/2002;
- Кубок УЕФА 2002/2003;
- Финал Кубка УЕФА 2002;
- ФК БАТЭ в сезоне 2002;
- Созданы клубы:
  - «Арагуа»;
  - «АС Оулу»;
  - «Атлетик» (Эскальдес);
  - «Ауд-Хеверле Лёвен»;
  - «Бананц-2»;
  - «Бояка Чико»;
  - «Ваккер» (Инсбрук);
  - «Васлуй»;
  - «Вента» (Кулдига);
  - «Гелиос»;
  - «Депортиво Ансоатеги»;
  - «Донгтам Лонган»;
  - «Жилстрой-1»;
  - «Лез Астр»;
  - «Лексмакс»;
  - «Локомотив» (Ташкент);
  - «Лорка Депортива»;
  - «Метрополитано»;
  - «Оушен Бойс»;
  - «Партизан» (Минск);
  - «Ренова» (Цепчиште);
  - «Саба Ком»;
  - «Сантуш» (Луанда);
  - «Севастополь»;
  - «Серро-Ларго»;
  - «Сианорти»;
  - «Уимблдон»;
  - «Хагуарес Чьяпас»;
  - «Харт оф Лайонз»;
  - «Хоангань Зялай»;
  - «Хух-Хото Блэк Хорс»;
  - «Хюси»;
  - «Шардари Арак»;
  - «Эйрдри Юнайтед»;
  - «Янг Лайонс»;
- Создан женский клуб «Челси»;
- Расформированы клубы:
  - «Динамо» (Егвард);
  - «Звездара»;
  - «Коротан» (Превалье);
  - «Моленбек»;
  - «Рома» (Бельцы);
  - «Спартак» (Ереван);
  - «Тироль»;
  - УЛИМ;
  - «Хэппи Энд»;
  - «Эйрдрионианс»;
- Созданы мини-футбольные клубы:
  - «Никарс»;
  - «Ураган»;

#### Чемпионат мира по футболу 2002
- Adidas Fevernova;
- Чемпионат мира по футболу 2002. Группа A;
- Чемпионат мира по футболу 2002. Группа H;
- Кванджу Ворлд Кап Стэдиум;
- Массовые беспорядки в Москве (2002);
- Ульсан Мунсу;
- Финал чемпионата мира по футболу 2002;
- Футбольный матч Австралия — Американское Самоа (2001);
- Чемпионат мира по футболу 2002 (отборочный турнир, АФК);
- Чемпионат мира по футболу 2002 (отборочный турнир, КАФ);
- Чемпионат мира по футболу 2002 (отборочный турнир, КОНКАКАФ);
- Чемпионат мира по футболу 2002 (отборочный турнир, КОНМЕБОЛ);
- Чемпионат мира по футболу 2002 (отборочный турнир, ОФК);
- Чемпионат мира по футболу 2002 (отборочный турнир, УЕФА);
- Чемпионат мира по футболу 2002 (отборочный турнир);
- Чемпионат мира по футболу 2002 (составы);

#### Женский футбол
- Матчи женской сборной России по футболу 2002;
- Матчи молодёжной женской сборной России по футболу 2002;
- Чемпионат Украины по футболу среди женщин 2002;

### Хоккей с шайбой
- Драфт НХЛ 2002;
- Израильская хоккейная лига в сезоне 2001/2002;
- Исландская хоккейная лига 2001/2002;
- Исландская хоккейная лига 2002/2003;
- Квалификация второго дивизиона чемпионата мира по хоккею с шайбой 2002;
- Кубок Шпенглера 2002;
- Матч всех звёзд НХЛ 2002;
- НХЛ в сезоне 2001/2002;
- НХЛ в сезоне 2002/2003;
- Чемпионат мира по хоккею с шайбой 2002;
- Чемпионат мира по хоккею с шайбой среди молодёжных команд 2002;
- Созданы клубы:
  - «Бингхэмтон Сенаторс»;
  - «Гамбург Фризерс»;
  - «Драгонс» (Нес Циона);
  - «Казахмыс»;
  - «Пантер»;
  - «Сан-Антонио Рэмпэйдж»;

### Шахматы
- Женская шахматная олимпиада 2002;
- Чемпионат Израиля по шахматам 2002;
- Шахматная олимпиада 2002;

## Моторные виды спорта
- V8Star в сезоне 2002;
- Мировая серия Ниссан 2002;
- Ралли Лондон — Сидней;
- Формула-1 в сезоне 2002;
  - Гран-при Австралии 2002 года;
  - Гран-при Австрии 2002 года;
  - Гран-при Бельгии 2002 года;
  - Гран-при Бразилии 2002 года;
  - Гран-при Великобритании 2002 года;
  - Гран-при Венгрии 2002 года;
  - Гран-при Германии 2002 года;
  - Гран-при Европы 2002 года;
  - Гран-при Испании 2002 года;
  - Гран-при Италии 2002 года;
  - Гран-при Канады 2002 года;
  - Гран-при Малайзии 2002 года;
  - Гран-при Монако 2002 года;
  - Гран-при Сан-Марино 2002 года;
  - Гран-при США 2002 года;
  - Гран-при Франции 2002 года;
  - Гран-при Японии 2002 года;